# Babie
Babie is een Slowaakse gemeente in de regio Prešov, en maakt deel uit van het district Vranov nad Topľou.
Babie telt 255 inwoners.
Babie · Banské · Benkovce · Bystré · Cabov · Čaklov · Čičava · Čierne nad Topľou · Ďapalovce · Davidov · Detrík · Dlhé Klčovo · Ďurďoš · Giglovce · Girovce · Hanušovce nad Topľou · Hencovce · Hermanovce nad Topľou · Hlinné · Holčíkovce · Jasenovce · Jastrabie nad Topľou · Juskova Voľa · Kamenná Poruba · Kladzany · Komárany · Kučín · Kvakovce · Majerovce · Malá Domaša · Matiaška · Medzianky · Merník · Michalok · Nižný Hrabovec · Nižný Hrušov · Nižný Kručov · Nová Kelča · Ondavské Matiašovce · Pavlovce · Petkovce · Petrovce · Piskorovce · Poša · Prosačov · Radvanovce · Rafajovce · Remeniny · Rudlov · Ruská Voľa · Sačurov · Sečovská Polianka · Sedliská · Skrabské · Slovenská Kajňa · Soľ · Štefanovce · Tovarné · Tovarnianska Polianka · Vavrinec · Vechec · Vlača · Vranov nad Topľou · Vyšný Kazimír · Vyšný Žipov · Zámutov · Zlatník · Žalobín